# OpenMW
OpenMW è un motore grafico libero nato per rimpiazzare l'originale del videogioco The Elder Scrolls III: Morrowind della Bethesda Softworks. OpenMW punta alla correzione dei vari bug ancora presenti nel motore originale di Morrowind e all'introduzione di ulteriori miglioramenti.

## Storia
Già dalla versione 0.42.0 è possibile completare il gioco principale e tutte le sue espansioni.

## OpenMW-CS
Un progetto parallelo a OpenMW e distribuito con lo stesso, è OpenMW-CS, un construction set rilasciato sempre sotto licenza di software libero.

## TES3MP
TES3MP è un progetto derivato da OpenMW che punta a realizzare una versione online e multiplayer di Morrowind. A metà 2017 si trova ancora in versione alpha.